# Comuna Bahrînivți, Litîn
Bahrînivți (în ucraineană Багринівці) este o comună în raionul Litîn, regiunea Vinnița, Ucraina, formată din satele Bahrînivți (reședința) și Honcearivka.

## Demografie
Componența lingvistică a satului Bahrînivți
     Ucraineană (99,25%)
     Alte limbi (0,76%)
Conform recensământului din 2001, majoritatea populației satului Bahrînivți era vorbitoare de ucraineană (99,25%), existând în minoritate și vorbitori de alte limbi.